# Javier Sanguinetti
Javier Esteban „Archu” Sanguinetti (ur. 8 stycznia 1971 w Lomas de Zamora) – argentyński piłkarz pochodzenia włoskiego występujący na pozycji środkowego obrońcy, trener piłkarski.